# Rai Sport 2
Rai Sport 2 – drugi kanał sportowy, siostrzany kanał Rai Sport.